# Bikesantiago
Bikesantiago, nombre comercial del Sistema Intercomunal de Bicicletas Públicas (SIBP), es un sistema de bicicletas compartidas que empezó a operar en varias comunas de Santiago de Chile en 2013. Es un sistema público-privado, operado por la empresa brasileña Tembici y por las municipalidades respectivas. Fue implementado con el auspicio del Banco Itaú.
Desde 2018, la administración y operación de Bikesantiago pasa a manos de la empresa brasileña Tembici.

## Historia
El primer antecedente de este sistema de bicicletas compartidas tuvo lugar en la comuna de Providencia, que inició su propia red de bicicletas públicas el 4 de diciembre de 2008.
Bikesantiago inició sus operaciones el 29 de octubre de 2013 con 30 estaciones y 300 bicicletas en la comuna de Vitacura. Posteriormente se sumaron las comunas de Lo Barnechea, a partir del 9 de mayo de 2014, con 15 nuevas estaciones y sumando un total de 150 bicicletas automatizadas, y Ñuñoa, que se sumó a finales de 2014 con 200 bicicletas y 20 estaciones en una primera etapa.
La municipalidad de Providencia terminó la concesión anterior de su red de bicicletas y la entregó a Bikesantiago a partir de diciembre de 2014. A principios de 2015 se le unió la comuna de Santiago. Ambas comunas se sumaron con 500 bicicletas y 50 estaciones cada una.
En 2015, el sistema se amplió paulatinamente en las comunas de Macul, San Joaquín, La Florida, Lo Prado, Estación Central, Maipú y Recoleta e Independencia.
En 2018, las operaciones de Bike Santiago pasan de manos de la empresa estadounidense B-cycle, a la empresa Tembici, proveniente de Brasil y líder en tecnología para el micro movilidad en Latinoamérica y con presencia en las principales ciudades de Brasil, Santiago en Chile y Buenos Aires en Argentina. 
En la actualidad, Bike Santiago cuenta con 3500 bicicletas repartidas en 250 estaciones, las cuales tienen presencia en las comunas de Santiago, Independencia, Providencia, Ñuñoa, Las Condes y Vitacura.

## Empresa
La empresa estadounidense B-cycle, que implementa el sistema Bikesantiago, opera por primera vez fuera de los Estados Unidos, país donde está presente en más de 20 ciudades. Esta permite monitorear las bicicletas por GPS, medir los kilómetros recorridos por cada una y entregar a los usuarios datos en línea, como cantidad de calorías quemadas o el ahorro de CO2, entre otros.

## Implementación

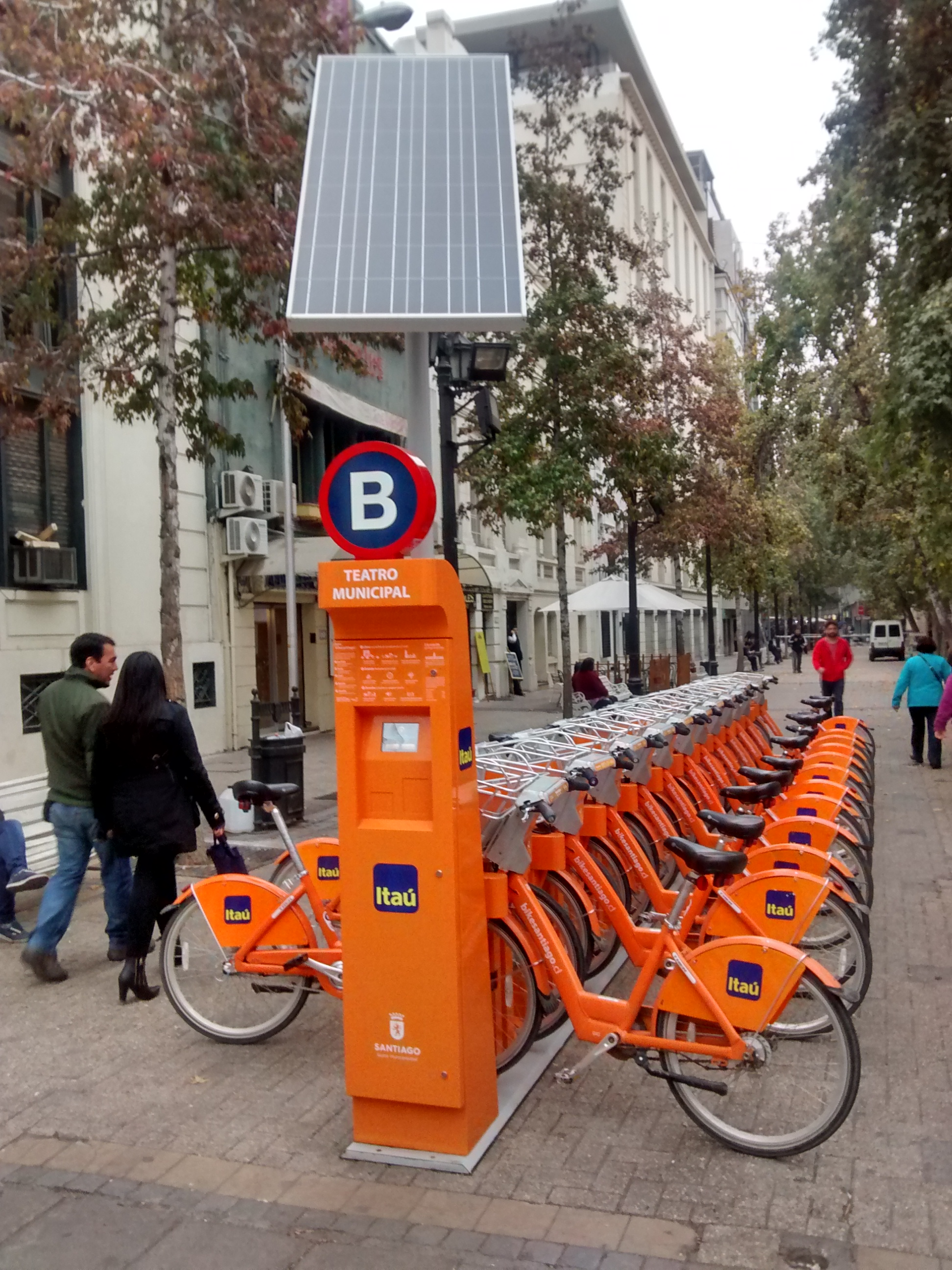
Estación de Bikesantiago en las afueras del Teatro Municipal.

En 14 comunas de Santiago se está implementando el primer Sistema Integrado de Bicicletas Públicas (SIBP), cubriendo un tercio de la capital. Se espera que completado el proyecto se llegue a un total de 3000 bicicletas en 300 diferentes estaciones a un costado de las diferentes ciclovías de la Región Metropolitana. [cita requerida]
- Estación Central
- Independencia
- Las Condes (que si bien posee su propio sistema, Bici Las Condes, se encuentra integrado a Bikesantiago)
- La Florida
- Lo Barnechea
- Lo Prado
- Macul
- Ñuñoa
- Providencia
- Recoleta
- San Joaquín
- San Miguel
- Santiago
- Vitacura

## Funcionamiento

### Uso de las bicicletas
A marzo de 2016 el precio de suscripción mensual es de CLP 5990 (aprox USD 9), para uso ilimitado del usuario, con seguro incluido. También existe una modalidad para turistas acreditados, quienes podrán usar el sistema pagando los paseos esporádicos.[cita requerida] El precio incluye el uso de cada bicicleta tantas veces se quiera, por un máximo de 30 minutos por tramo. Basta con dejar la bicicleta en una estación antes de cumplir el tiempo máximo y tomar otra para continuar, si se requiere. En caso de excederse en ese tiempo, hay que pagar una diferencia.
Las puede usar cualquier persona mayor de edad, que viva o no en estas comunas y que esté inscrita en el sistema (con una tarjeta especial), de lunes a domingo entre las 6:00 y las 23:00. El SIBP busca potenciar también el rol de la bicicleta como medio de acercamiento a otros transportes públicos (Metro de Santiago y Transantiago).

### Material rodante
El sistema incluye tecnología que permite, entre otras funciones, el monitoreo mediante GPS, estaciones con energía solar e información en línea.
Las bicicletas, fabricadas y operadas por Trek, cuentan con frenos de disco, ruedas reflectantes, neumáticos fabricados con kevlar, cambios internos de buje Shimano y luces led.
Las estaciones se componen de un tótem central computarizado y «docks» individuales, o compartimentos, donde se guardan y liberan las bicicletas. Un software entrega información instantánea para que el usuario pueda conocer en tiempo real y en cualquiera de las estaciones o en dispositivos multimedia aspectos como disponibilidad de bicicletas en cada estación, tiempo de uso o kilómetros recorridos, calorías gastadas y captura de CO2.
Las bicicletas, son fabricadas y operadas por PBSC, el cual es un proveedor mundial de soluciones de bicicletas compartidas. Globalmente, presente en Barcelona, Londres, Toronto, Nueva York, Guadalajara, Melbourne, Valencia, entre otros.
Las bicicletas cuentan con un marco de aluminio ligero y duradero, freno de rodillo, cesta adaptable, sillín con espuma de poliuretano, reflectores frontales y traseros, sistema de iluminación, cambios shimano nexus de 3 marchas (3 velocidades) y un dispositivo de bloqueo en la estación.
Las estaciones cuentan con paneles solares, los cuales producen energía propia que ofrece monitoreo remoto de las baterías. Además, se componen de un puerto inteligente, el cual libera las bicicletas con llave, tarjeta o código numérico. Desde enero de 2021, las bicicletas se pueden desbloquear también mediante código QR.
Un software entrega información instantánea para que el usuario pueda conocer en tiempo real y en cualquiera de las estaciones o en dispositivos multimedia aspectos como disponibilidad de bicicletas en cada estación y tiempo de uso.

## Controversias
El alcalde de Las Condes, Francisco de la Maza, declinó que su municipio se sumara al sistema, argumentando que «tiene la particularidad de que el financiamiento no está dado solo por el marketing, sino que por la ubicación de la bicicleta». En marzo de 2015, Las Condes comenzó el funcionamiento de su propio sistema de bicicletas, Bici Las Condes.
Para comienzos del 2018, BikeSantiago sumaba alrededor de 3000 denuncias en el Sernac por mala calidad del servicio, cobros irregulares y cláusulas abusivas, por lo que este mismo Servicio demandó en forma colectiva a la empresa, luego que ésta no entregara solución definitiva por los cobros irregulares a sus clientes.[cita requerida]